# アポロ4号
アポロ4号はアメリカ合衆国のアポロ計画において、初めて行われたサターンV 型ロケットの無人発射実験である。

## 目的

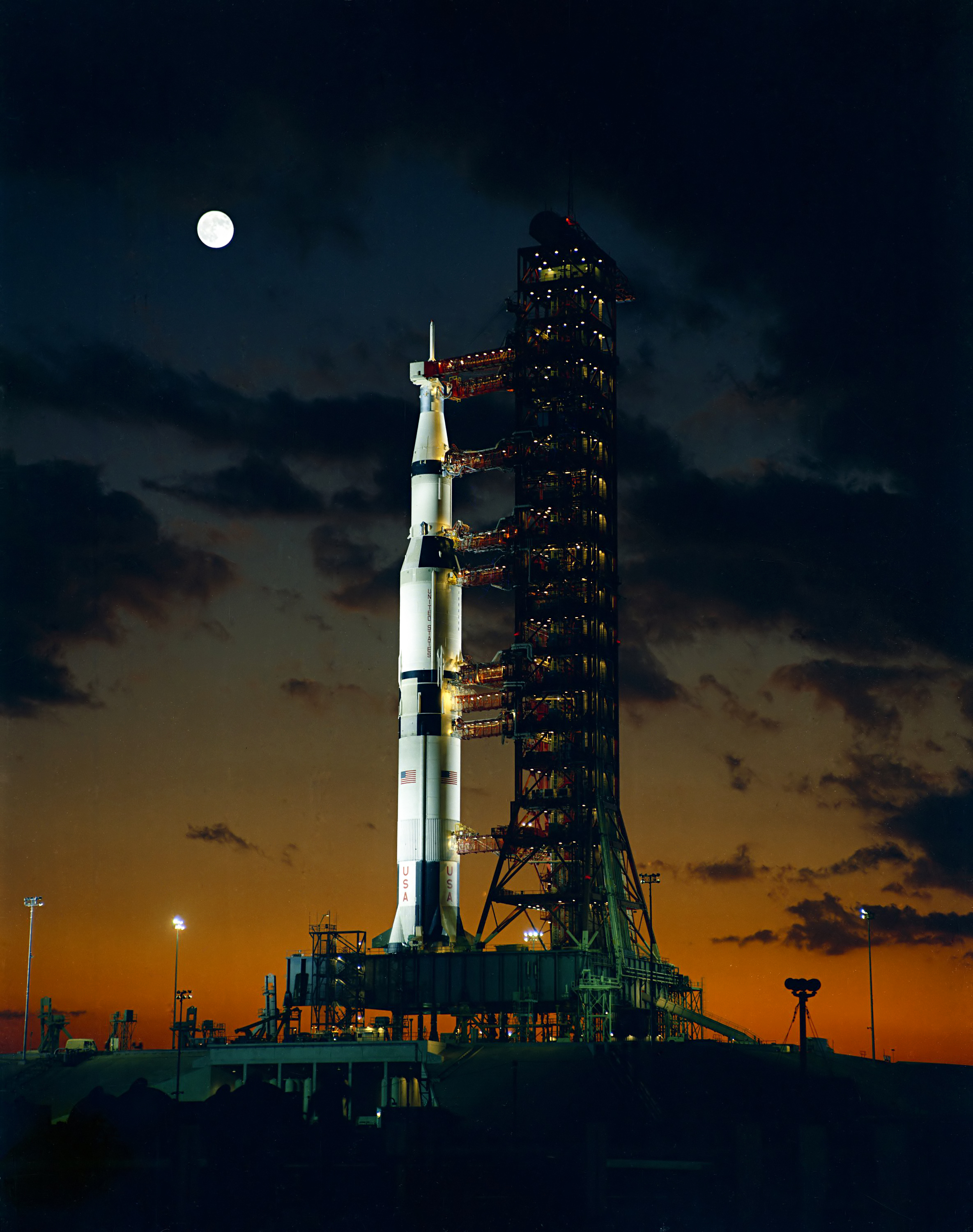
1967年11月9日早朝のサターンV

史上最大のロケットサターンV は、これが初飛行であった。またサターンV のために設計され、後の一連の月飛行や、スペースシャトルの発射でも使用されることになるケネディ宇宙センター第39発射施設が使われるのも、これが初めてであった。
今回の実験の主目的は、サターンV 第一段のS-IC と第二段S-II の発射実験であるが、同時に第三段S-IVB を初めて宇宙空間で再点火し、司令船を月から帰還する時のものに近い高速度で大気圏に再突入させることでもあった。そのため宇宙船やロケットには、4,098個もの計測機器が設置されていた。
サターンV が完成型で飛行するのは、これが初めてであった。多段式ロケットのすべてのステージを一度にまとめて発射して試験する方式は、サターンの生みの親であるウェルナー・フォン・ブラウン博士がすでに第二次世界大戦中にドイツで行なっていたが、アポロの技術者たちは一様に不安を持っていた。しかしながらこの方式でなければ、ケネディ大統領が表明した「1960年代中に人間を月に送る」という目標を達成できないことは明らかであったので、技術者たちの不満を抱えながらも、結局1963年に採用されることとなった。
アポロ4号の主な搭載物は二つあった。一つはアポロ司令・機械船で、まだ人間が搭乗できるモデルではなかったが、熱遮蔽板やハッチには新型のものが使われていた。もう一つはLTA-10Rと呼ばれるバラストで、重量や重心は実際にアポロ月着陸船を搭載した時と全く同じになるように作られていた。

## 準備

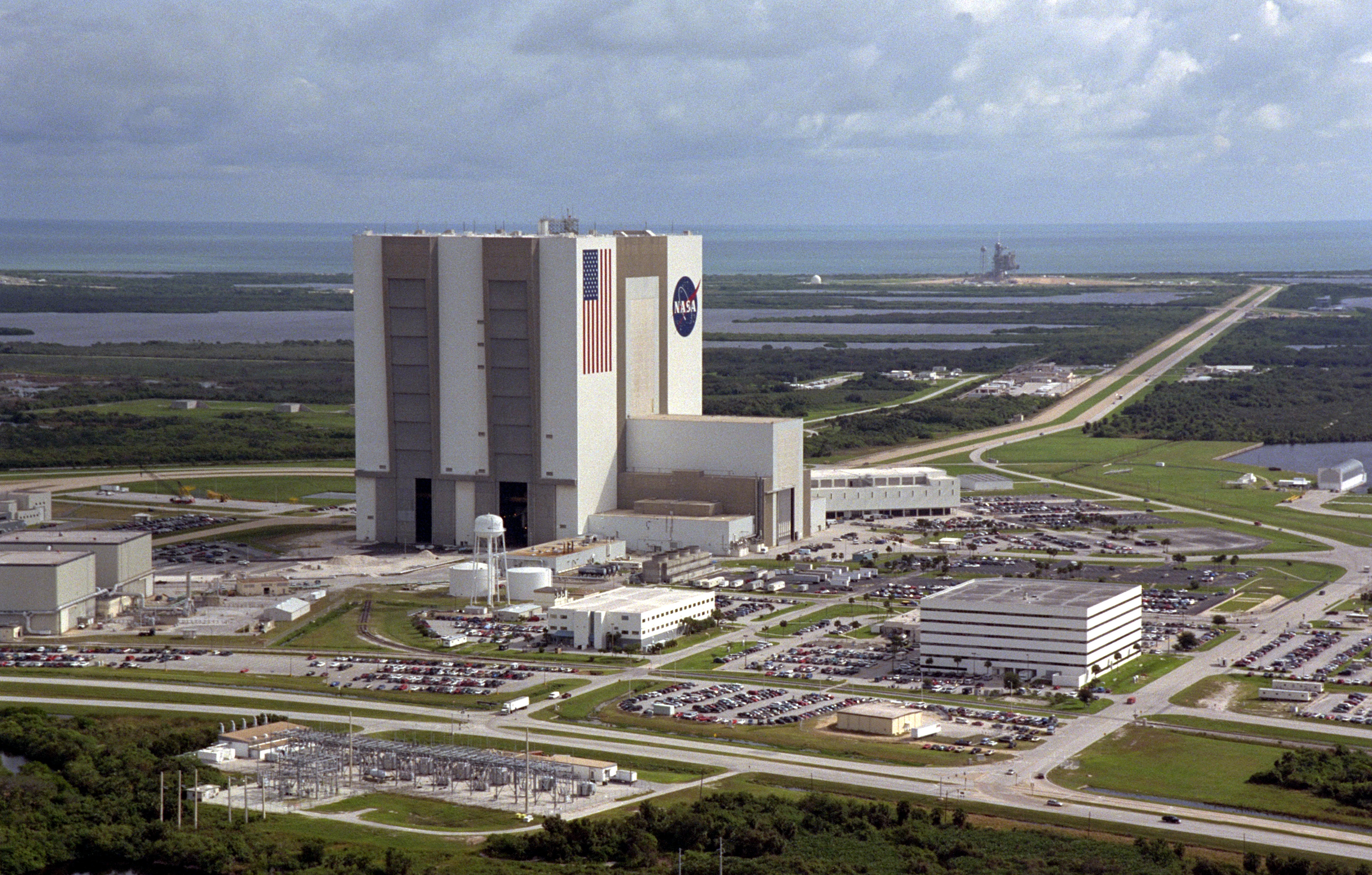
VAB

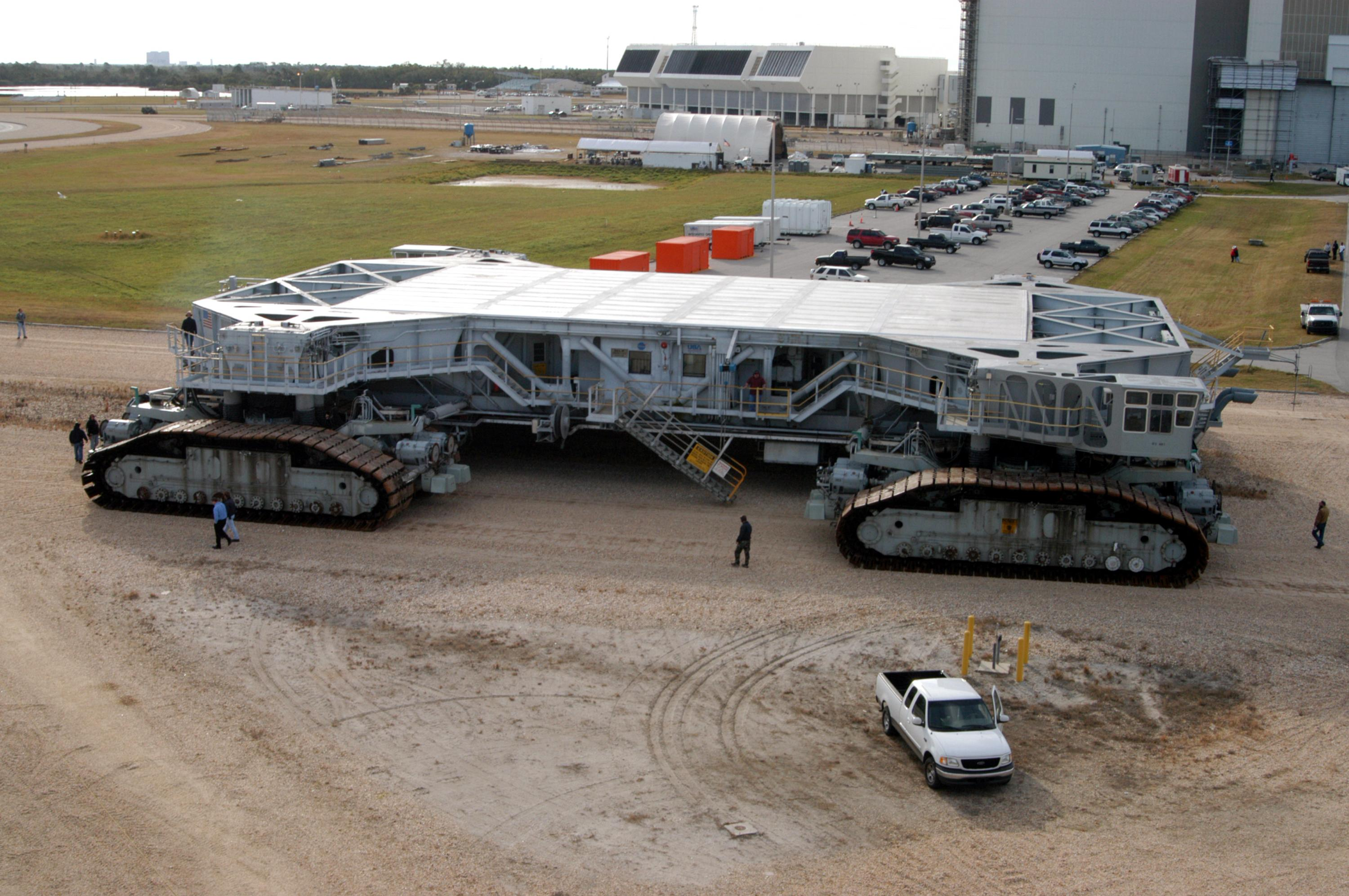
クローラー・トランスポーター 2004年12月撮影

最初にケネディ宇宙センターに到着したのは第三段ロケット（S-IVB）で、グッピーと呼ばれる輸送機により空路搬入された。続いて第一段（S-IC）、第二段（S-II）がそれぞれ輸送船で搬入され、VAB（Vehicle Assembly Building, ロケット組立棟。世界最大のビル）の中で組み立てられた。
宇宙船の搬入日は1966年12月24日、第二段ロケットは翌年の1月12日であったが、その15日後の1月27日に、アポロ1号の火災事故が発生した。飛行士3名が犠牲になる惨事であった。検査の結果、電気配線に1,407箇所もの問題点があることが発見され、司令船は根本的に設計を見直されることとなった。この事故により、アポロ計画のスケジュールは大幅に遅れた。
S-II の設置作業は2月23日に行われた。これは「クレーンのフックを卵の上に、殻を割ることなく乗せる」ような、きわめて精密な操作を要するものであった。最終的に宇宙船がセットされたのは6月20日で、機体がクローラー・トランスポーター（Crawler Transporter）と呼ばれる当時世界最大のキャタピラ車両に搭載され、移動式発射台とともにVABから姿を現したのは、当初の予定より6か月あまり遅れた8月26日であった。

## 飛行

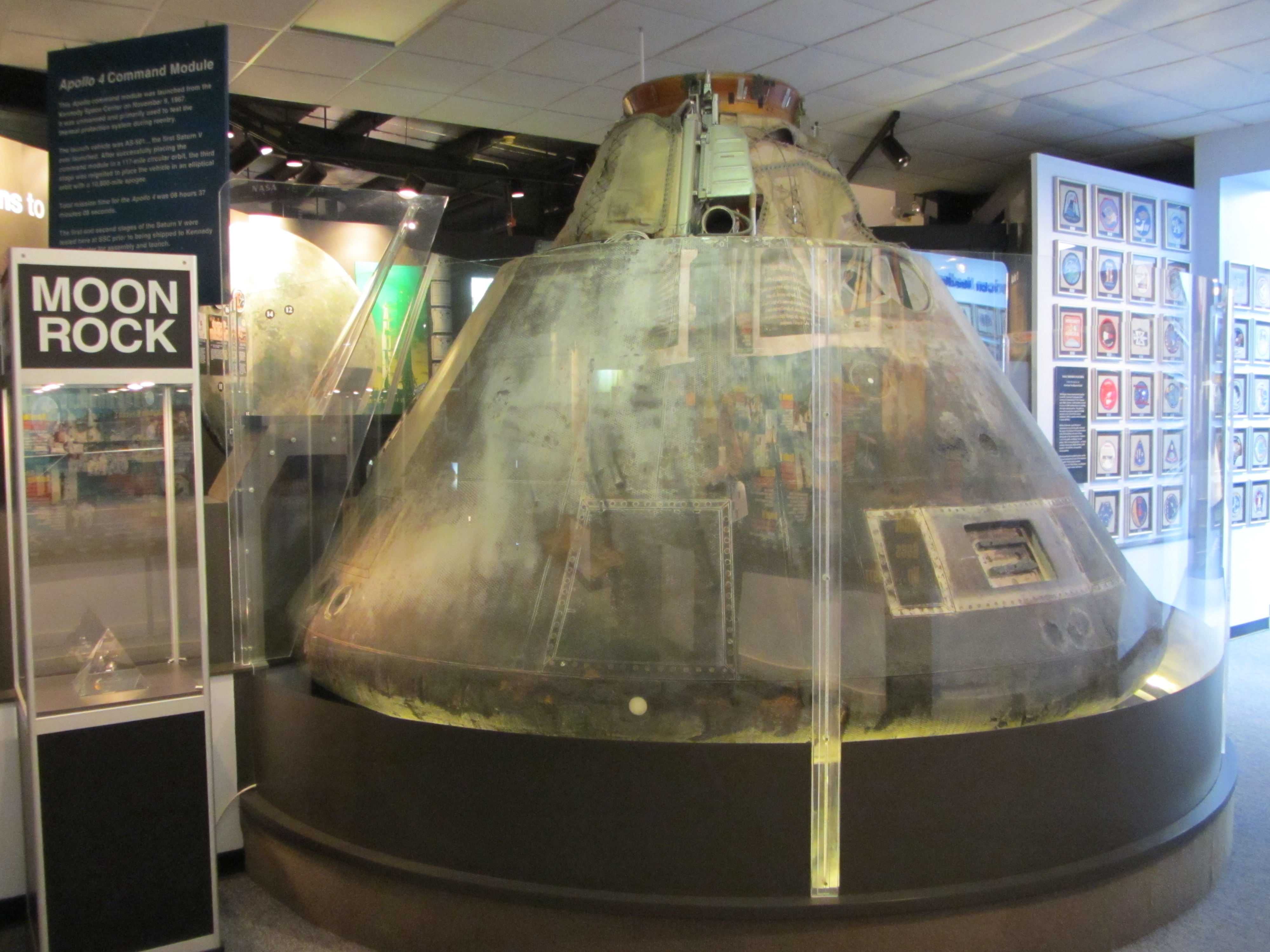
ジョン・C・ステニス宇宙センターに展示されているアポロ4号司令船

燃料の搭載は11月6日に開始された。総量は、液体酸素がトレーラー89台分、液体水素がトレーラー28台分、第一段燃料のケロシンが貨車27台分にもなった。第一段ロケットの騒音は予想していたものよりもはるかにすさまじく、VABは発射台から4マイルも離れていたにもかかわらず激しく揺さぶられ、CBSキャスターのウォルター・クロンカイトが中継をしていた報道ブースは、天井のタイルが脱落するほどであった。この経験を踏まえ、NASAは次回からは、発射の際には燃焼ガスの下に数千ガロンの水を放出して騒音を低減させることにした。この装置は、スペースシャトルでも継続して使用された。
発射は完璧で、S-IVB とアポロ宇宙船は予定どおり高度185kmの軌道上に乗った。地球を2周した後S-IVB に再点火して、宇宙船は遠地点17,000km以上の楕円軌道に乗った。その後S-IVB を切り離してから、今度は機械船の主エンジンに点火して高度18,000kmまで到達した。遠地点を通過した後、月からの帰還を想定して主エンジンで再び加速し、司令船は大気圏に再突入した。着水点は予定からわずか16kmしか離れていなかったので、回収航空母艦ベニントン（USS Bennington）の艦上からも帰還の様子を確認することができた。
アポロ4号の司令船はミシシッピ州ハンコック郡のNASAジョン・C・ステニス宇宙センターに展示されている。

## 映像
ドキュメンタリー番組などで非常にしばしば使われる、ロケットの切り離しを撮影した有名な この映像 は、アポロ4号および6号のものである。この中で見られる白色光は液酸・液水ロケットの排気ガスである高温の水蒸気で、赤い炎は切離し用の固体燃料ロケットの排気ガスである。なお、この映像は15倍速で撮影されている。
フィルムを収容したカプセルは、ロケットが切り離されたあと直ちに投棄され、パラシュートで海上に着水し回収された。